# Zawadka Osiecka
Zawadka Osiecka est une localité polonaise de la gmina d'Osiek Jasielski, située dans le powiat de Jasło en voïvodie des Basses-Carpates.